# Ecología humana
La ecología humana es un estudio interdisciplinario y transdisciplinario de la relación entre los humanos y su hábitat, su entorno natural, social y ambiente construido. La filosofía y el estudio de la ecología humana tienen una historia difusa con avances en la ecología, la geografía, la sociología, la psicología, la antropología, la zoología, la epidemiología, la salud pública y la economía doméstica, entre otros.
Es la quinta perspectiva relacionada con la sociología, además de la antropología cultural, la psicología social, la demografía y la geografía humana. Se dedica al estudio de las conexiones de la población con el ecosistema. Es en sí mismo como un método por el enfoque de la selección que hace de sus contenidos como díadas o como tríadas: la población adaptada por la cultura y el espacio —que se compone de organización social y tecnología—, a su medio ambiente para sobrevivir. El ecosistema formado por estas cuatro variables resulta inestable y en el límite de este proceso en conflicto está el planteamiento ecológico de adaptación. Porque, si la población se expande, el medio ambiente se deteriora, o no responde a las nuevas necesidades. Entonces, entra en conflicto con el diseño que habíamos deseado para la comunidad humana. Un ejemplo es el estudio de los problemas de tráfico en las ciudades. 
El campo de la ecología humana reúne todo lo siguiente
1. Múltiples disciplinas involucradas en el estudio de los individuos y grupos (por ejemplo, biología, nutrición, psicología, sociología, epidemiología, demografía)
2. Múltiples disciplinas involucradas en el estudio de los ambientes como escenarios o contextos de la vida individual y grupal y de los ambientes como fuentes de recursos esenciales (por ejemplo, ciencias de la familia, medio ambiente humano y diseño, geografía, antropología, ciencias del medio ambiente, planificación urbana, ciencias políticas, salud ambiental)
3. Múltiples profesiones que tienen por objeto mejorar la vida individual y familiar (por ejemplo, educación y salud ambiental terapia de matrimonio y familiar, psicología clínica y de consejería, trabajo social, estudios de políticas, derecho, sistemas alimentarios, dietética, salud pública, medicina y otras profesiones de la salud, educación)
4. Múltiples profesiones relacionadas con la preservación, el diseño de la conservación y la gestión del medio ambiente natural y diseñado y de sus recursos (p. ej, planificación del uso de la tierra, agricultura, conservación del suelo, calidad del agua, sistemas agrícolas sostenibles, justicia ambiental, vivienda y arquitectura, ecosistemas urbanos, transferencia de tecnología, evaluación del impacto ambiental, economía ecológica)
5. Otras disciplinas y profesiones afines relacionadas con el desarrollo humano, los valores humanos, la sostenibilidad del medio ambiente y la interacción sostenible del ecosistema humano para las generaciones futuras (por ejemplo, filosofía, religión, arte, literatura, estudios de población).[3]

## Desarrollo histórico
Park y Burgess en 1920, desde la ecología vegetal y animal y desde Simmel, introducen el término y se crea la Escuela de Chicago, que desarrolla la ecología urbana y que sigue vigente en la parte introductoria de los programas académicos. El Dpto. Sociología II (Ecología Humana y Población) de la Facultad de Sociología de la UCM contiene programas y bibliografía. El dilema de la supervivencia. Los españoles ante el Medio ambiente, por Juan Díez Nicolás. Obra Social Caja Madrid, 2004., por ejemplo.La EH es más popular en América como ecología urbana y ecología regional, que en Europa. Planteamientos como las megalópolis han dado una visión global a las redes de asentamientos, explicando muchos sucesos con aplicaciones en transportes de personas y mercancías con nuevos paradigmas de distribución del trabajo espacial entre numerosas ciudades satélites y las más influyentes ciudades por sus prestaciones reales o de origen histórico y en transición.
En la comunidad es clave la competición (cambio y equilibrio contrapesado), que mantiene y restaura el equilibrio y que llegaría a la cooperación. El intercambio en ambas direcciones y el repaso del concepto de autopoiesis y de isomorfismo es útil para la explicación ecológica. Un caso típico límite es el desarrollo comunitario imaginario e idealizado en las utopías con énfasis en la organización social o en los escritores de ficción científica con la primacía tecnológica. Proyectos que se han sugerido como trabajos de campo casi experimentales en las versiones de trabajo de campo (fieldwork).
Para 1950 Hawley, que desarrolla el área metropolitana, concomitante con la megalópolis y con la ciudad, da mayor importancia a la elaboración teorética y abstracta y sigue siendo la comunidad el tema, como respuesta colectiva al medio ambiente, al individuo y la cultura, que es social en interdependencia funcional y propiciando el cambio social, como expansión urbana o viceversa y explica el equilibrio como adaptación. La relación interespecífica en los seres vivos ilustra los procesos de adaptación. Esto en ecología humana se observa en las Áreas metropolitanas o Comarcas como nuevo advenimiento de la ciudad moderna. Es interesante que el esquema Población-Medio ambiente-Organización social-Tecnología, como modelo, ha pervivido en la historia de la ecología humana. Hacia 1960 Hawley en "La estructura de los sistemas sociales", capítulo Idem, establece como hipótesis algunos Axiomas, Supuestos y Derivaciones :
- La interdependencia es necesaria.
- Cada una de las unidades de la población tiene que tener acceso al medio.
- Cada unidad tiende a conservar y expandir su vida al máximum.
- Las limitaciones sobre la capacidad adaptativa de una unidad de población son indeterminadas.
- Toda unidad se encuentra sometida al aspecto temporal.

Desarrollando a continuación en 34 derivaciones cada uno de estos axiomas.
Frases como "la especie humana en la biosfera", "el ecosistema humanizado" y manifestaciones de movimientos sociales que usan estos términos, pueden estar o no vacíos de contenido, pero son el nuevo paradigma. Así es que el equilibrio inestable y en expansión y finalmente en deterioro se rompe por las nuevas teorías de Inglehart en los años 1970 y siguientes con la Escala de postmaterialismo, donde las personas después de una época de escasez, que es materialista, se vuelcan a los valores espirituales. La calidad de vida en una nueva perspectiva, hacia la actual fase de alta información; esta calidad es la del medio ambiente. El enfoque ecológico probablemente es el más rentable para incorporarle el conocimiento científico, más aún que los enfoques dialécticos y funcionalistas, aunque la EH parece ser funcionalista y estructuralista. Una forma de trabajar con la información (documentación) como gestores de conocimiento es buscándole un nicho, una guarida, en la estructura del modelo del ecosistema social.
Hay, pues, dos grandes campos en la disciplina:
- La ecología humana estudiando las relaciones de la población y de la organización social con el ecosistema.
- La ecología humana estudiando las relaciones del medio ambiente y de la tecnología con el ecosistema.

Sobre el primer campo se tienen los estudios de la Escuela de Sociología de Chicago mencionados previamente. Sobre el segundo campo, desde el pensamiento sistémico, existe una rama emergente denominada Ecología Humana Profunda, una nueva mirada filosófica que subraya las mutuas dependencias entre los seres vivos y otras especies en la Tierra y que redefine lo que entendemos por “natural” o "artificial" para pasar de un paradigma centrado en los seres humanos a uno centrado en el cuidado de todas las formas de vida, sin dejar de considerar los primeros como partes de esa trama de la vida expuesta por Fritjof Capra, presente en la biósfera, el planeta tierra.

Modelo biogeográfico para el estudio del ambiente construido. Fuente: La visión sistémica del ambiente construido: una metodología transdisciplinar para la ecología humana (2024).

Desde estas iniciativas emergentes se entiende los hábitats de los humanos y otros animales como una red que une los ecosistemas "naturales" del ambiente y los tecnosistemas "artificiales" del ambiente construido, mostrando el carácter natural de ambos. Como plantea Marín y colegas: 
"una ecología humana es aquella que reconoce las características y variables que se derivan de la dimensión socio-cultural —que solo suele encontrarse en los grupos humanos—, y que a su vez las integra junto con las dimensiones presentes en el resto de la naturaleza y los seres vivos: lo físico-espacial y lo biológico-ambiental. Una ciencia y una práctica de este tipo no aísla al humano de su realidad natural, pero tampoco lo reduce únicamente a lo instintivo; una visión ecológica del humano requiere del estudio de todas las esferas de la vida humana".
Como una especialización de la ecología humana está la ecología urbana, la cual se centra más en los sistemas urbanos y no incluye el estudio del hábitat humano ni de las poblaciones humanas índigenas, nativas y rurales.
Ha habido ensayos de comunidades utópicas, como microecosistemas, que se crearon de hecho en emplazamientos reales y otras que fueron descritas como teorías para una utopía; reales explotaciones agrícolas, artesanas y ganaderas desde el siglo XVII: las misiones en Nueva España, granjas o kibutz en Israel, en China, plantaciones en Nueva Inglaterra, kolkhoz en la Unión Soviética, etc.

## Servicios ecosistémicos

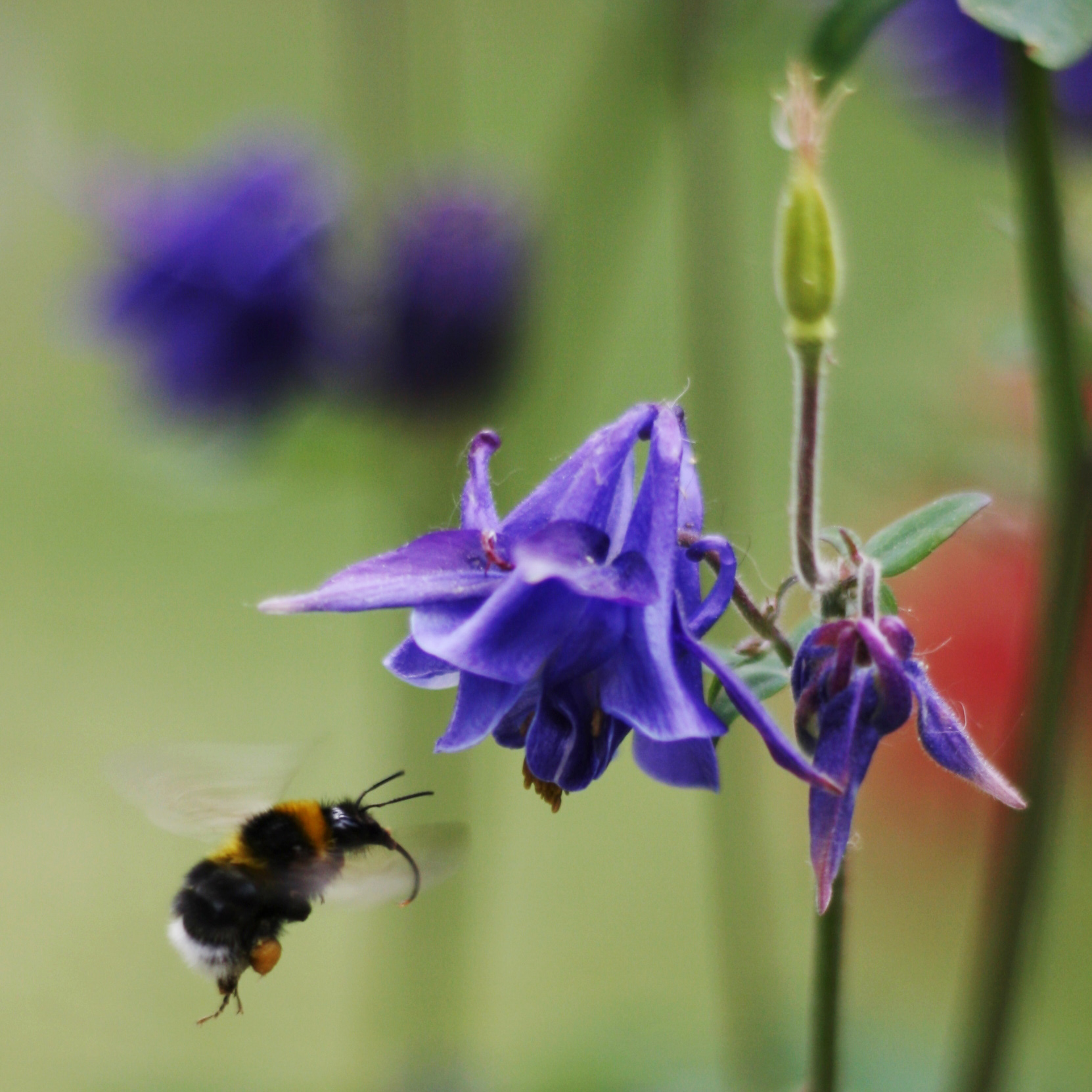
Una abeja polinizando una flor es un ejemplo de un servicio ecosistémico

Los ecosistemas del planeta Tierra están acoplados a ambientes humanos. Los ecosistemas regulan los ciclos geofísicos globales de energía, clima, nutrientes del suelo y agua que a su vez apoyan y cultivan el capital natural (incluidas las dimensiones ambientales, fisiológicas, cognitivas, culturales y espirituales de la vida). En última instancia, cada producto fabricado en entornos humanos proviene de sistemas naturales. Los ecosistemas se consideran recursos comunes porque los ecosistemas no excluyen a los beneficiarios y pueden agotarse o degradarse. Por ejemplo, el espacio verde dentro de las comunidades proporciona servicios de salud sostenibles que reducen la mortalidad y regulan la propagación de enfermedades transmitidas por vectores. La investigación muestra que las personas que están más comprometidas con el acceso regular a las áreas naturales tienen tasas más bajas de diabetes, enfermedades cardíacas y trastornos psicológicos. Estos servicios de salud ecológica se agotan regularmente a través de proyectos de desarrollo urbano que no tienen en cuenta el valor común de los ecosistemas.
El patrimonio común ecológico ofrece una oferta diversa de servicios comunitarios que sustentan el bienestar de la sociedad humana. La Evaluación de los Ecosistemas del Milenio, una iniciativa internacional de las Naciones Unidas en la que participan más de 1.360 expertos de todo el mundo, identifica cuatro tipos principales de servicios de los ecosistemas con 30 subcategorías derivadas del capital natural.  El patrimonio común ecológico incluye la provisión (por ejemplo, alimentos, materias primas, medicinas, suministros de agua), la regulación (por ejemplo, clima, agua, retención del suelo, retención de inundaciones), servicios culturales (por ejemplo, ciencia y educación, artísticos, espirituales) y de apoyo (por ejemplo, formación del suelo, ciclo de nutrientes, ciclo del agua).